# I miss you / THE FUTURE
《I miss you / THE FUTURE》是日本女子偶像組合℃-ute的第26張單曲，於2014年11月19日由zetima發售。

## 概要
- 《I miss you / THE FUTURE》是℃-ute第五張2A單曲。
- 《I miss you》是℃-ute首次挑戰三重唱的歌曲。
- 此單曲有6個版本，分別有初回生產限定盤A、B、C、D和通常盤A、B。「初回生產限定盤A」和「初回生產限定盤C」收錄了《I miss you》的PV和Making；「初回生產限定盤B」和「初回生產限定盤D」收錄了《THE FUTURE》的PV和Making。
- 在2014年12月1日於Oricon公信榜單曲週榜取得第4名。

## 收錄内容

### CD（初回生產限定盤A、C、通常盤A）
1. I miss you
（作詞、作曲：淳君 編曲：楊慶豪）
2. THE FUTURE
（作詞、作曲：淳君 編曲：平田祥一郎）
3. I miss you（Instrumental）
4. THE FUTURE（Instrumental）

### CD（初回生產限定盤B、D、通常盤B）
1. THE FUTURE
2. I miss you
3. THE FUTURE（Instrumental）
4. I miss you（Instrumental）

### DVD

#### 初回生產限定盤A
1. I miss you（PV）

#### 初回生產限定盤B
1. THE FUTURE（PV）

#### 初回生產限定盤C
1. I miss you（Dance Shot Ver.）
2. I miss you（Making of）

#### 初回生產限定盤D
1. THE FUTURE（Dance Shot Ver.）
2. THE FUTURE（Making of）

## 外部連結
- 早安家族官方網站[永久]（日語）